# Kościół św. Małgorzaty w Graboszewie
Kościół pod wezwaniem św. Małgorzaty – drewniany, katolicki kościół parafialny zlokalizowany w Graboszewie (województwo wielkopolskie, powiat słupecki).

## Historia

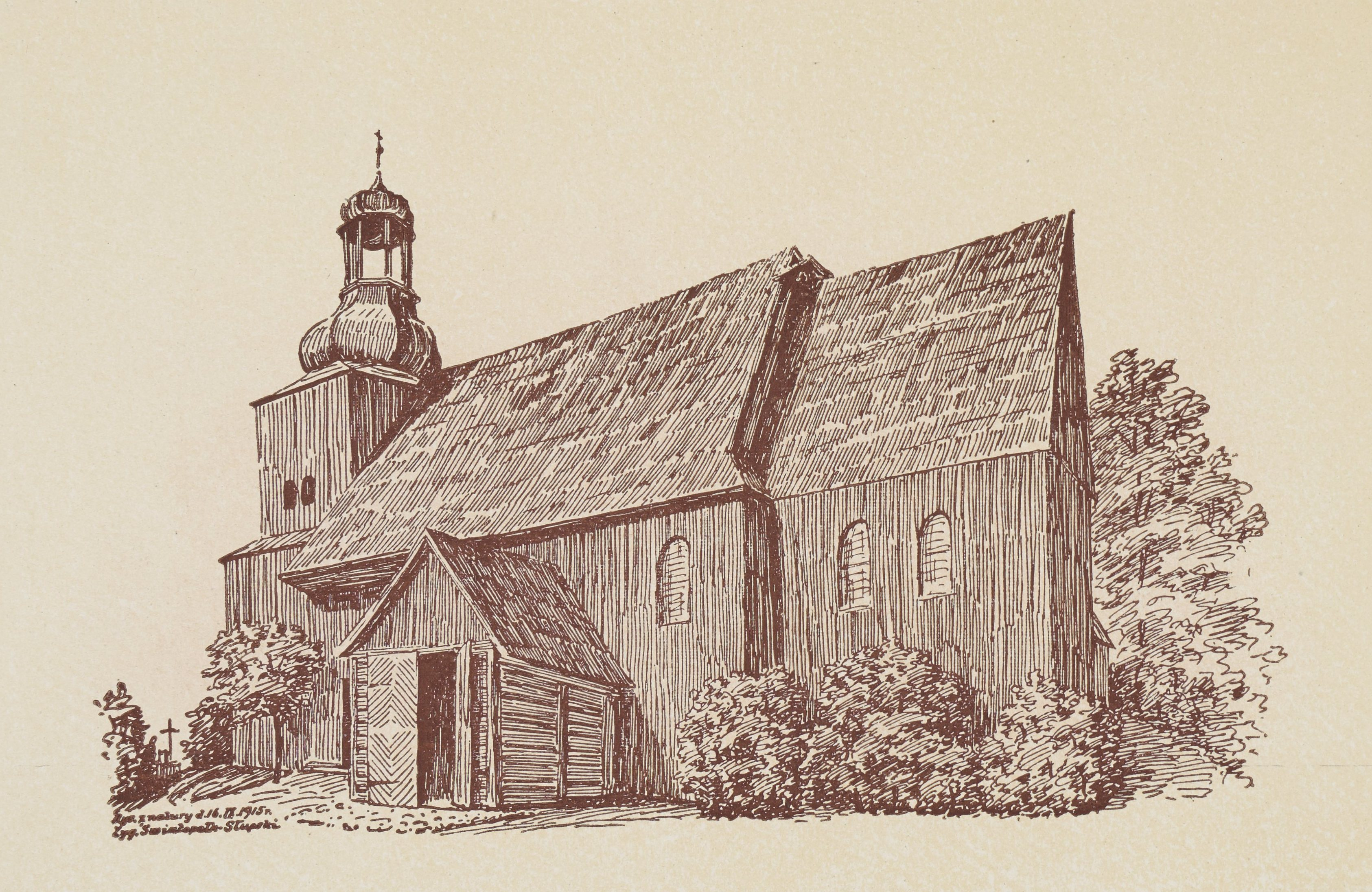
Widok kościoła przed 1917

Parafię założono we wsi w 1337, ale świątynia z tego czasu nie dochowała się do czasów obecnych. Obecny obiekt został wzniesiony w drugiej połowie XVI wieku (1520) z fundacji Wilibrordusa Młodziejewskiego, właściciela pobliskich Młodziejewic. Został rozbudowany w XVII wieku i powiększony przez przedłużenie nawy w XVIII wieku (1759–1766). Od północy do nawy przylega kaplica św. Izydora Oracza, ufundowana przez Krzysztofa Marczewskiego około 1649, a być może w 1678.
Nieznana jest data konsekracji świątyni.

## Wyposażenie
Ołtarz główny z rokokowym obrazem św. Małgorzaty pochodzi z początku XVII wieku (wczesny barok). Trzy ołtarze boczne i ambonę (barok) także stworzono w XVII wieku. Innymi wartościowymi artystycznie elementami wyposażenia kościoła są: chrzcielnica (kamień, 1522), dzwon (gotyk, 1415), ława kolatorska na dwie osoby (malowane motywy roślinne, renesansowe: herb rodziny Młodziejowskich – Korab, a także herby Zaręba, Poraj i Pomian). Nad kaplicą św. Rocha umieszczono epitafium Młodziejowskich z krucyfiksem i klęczącymi członkami rodu (renesans, 1584). W 2021 odkryto na ścianie prezbiterium, za ołtarzem głównym, gotyckie polichromie z przełomu XIV/XV wieku.

## Otoczenie
Przy kościele znajdują się liczne nagrobki, w tym mogiła Bohdana Hulewicza (1888–1968), literata i powstańca wielkopolskiego.

## Galeria

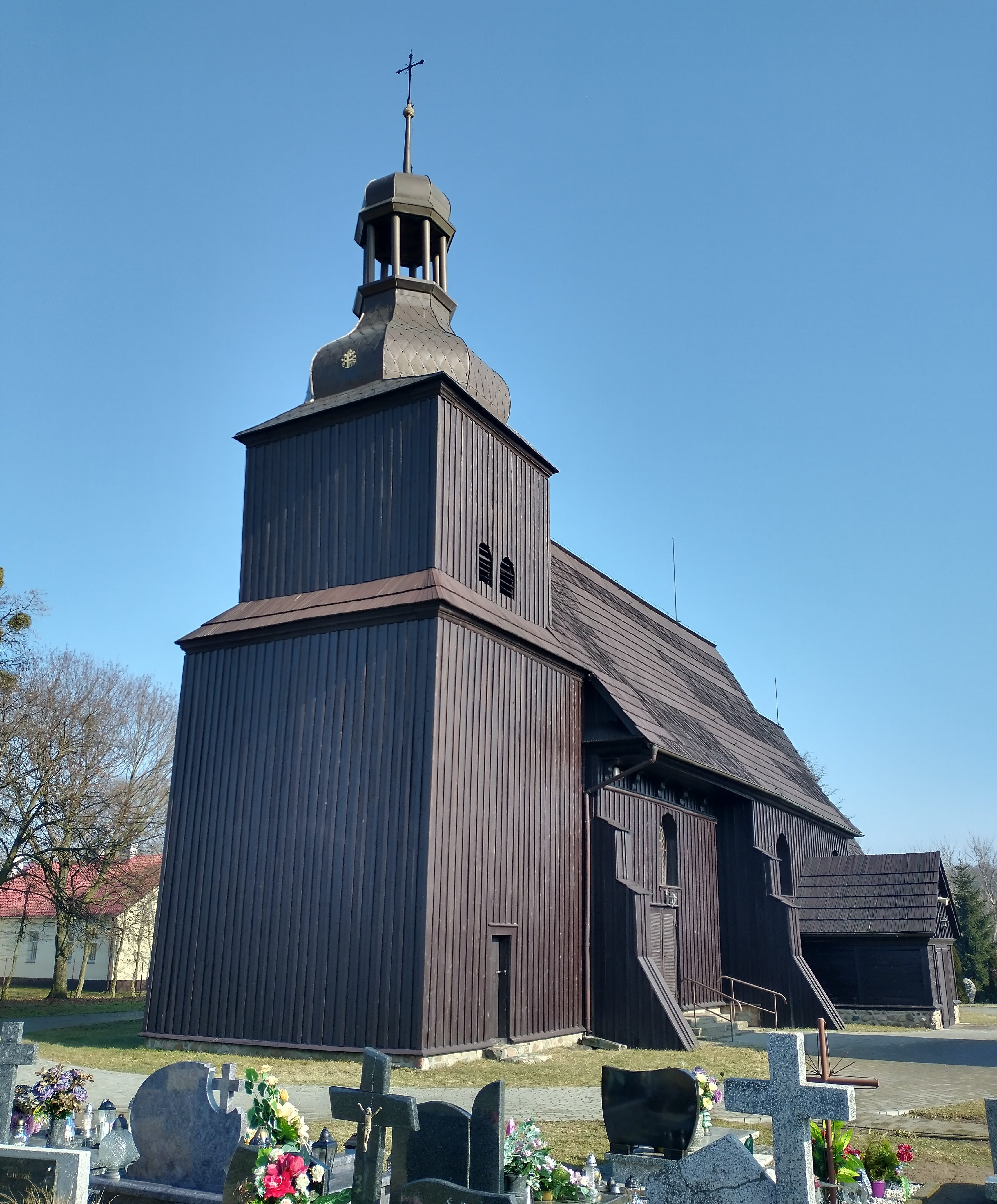
Widok od strony wieży
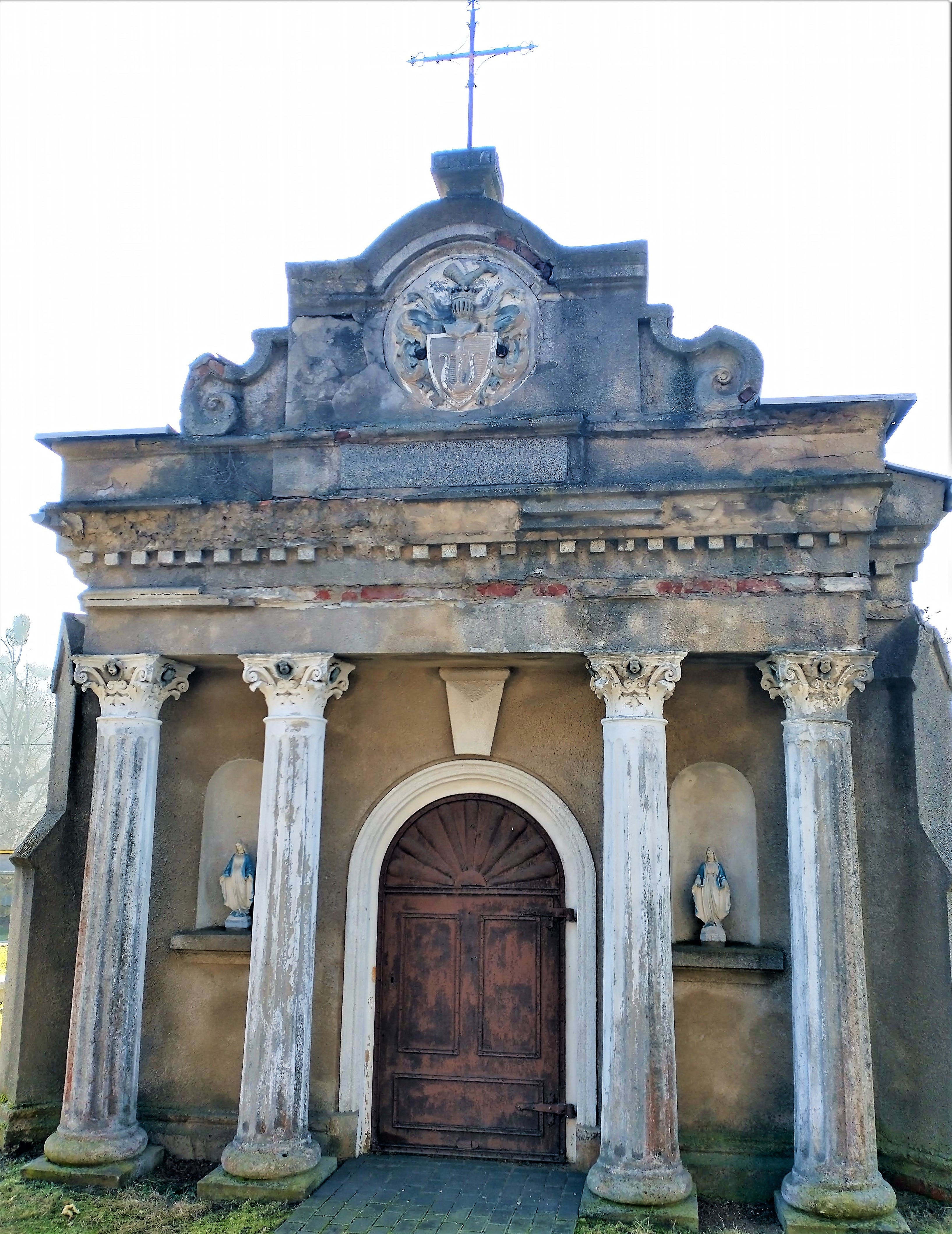
Kaplica
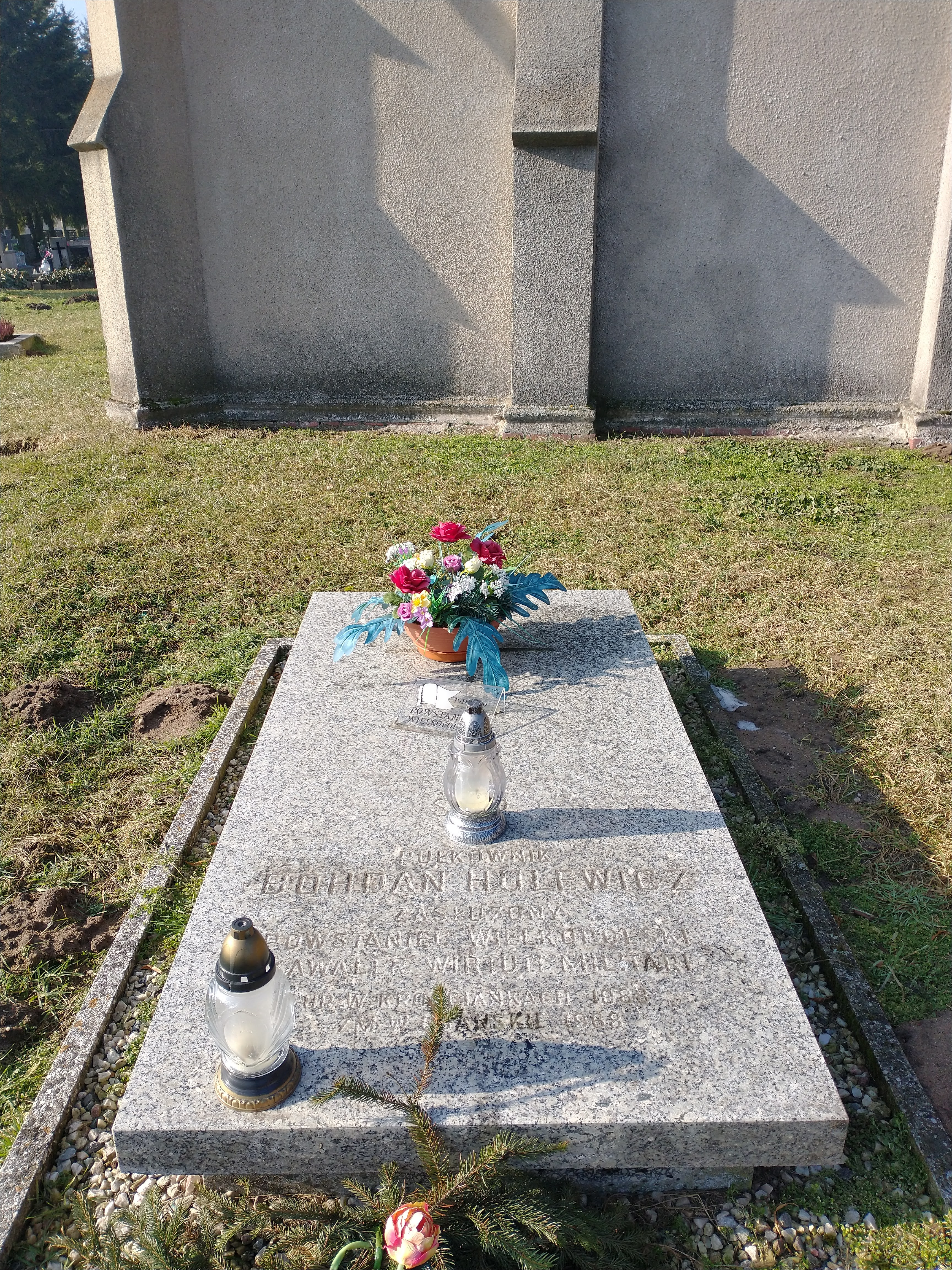
Grób Bohdana Hulewicza
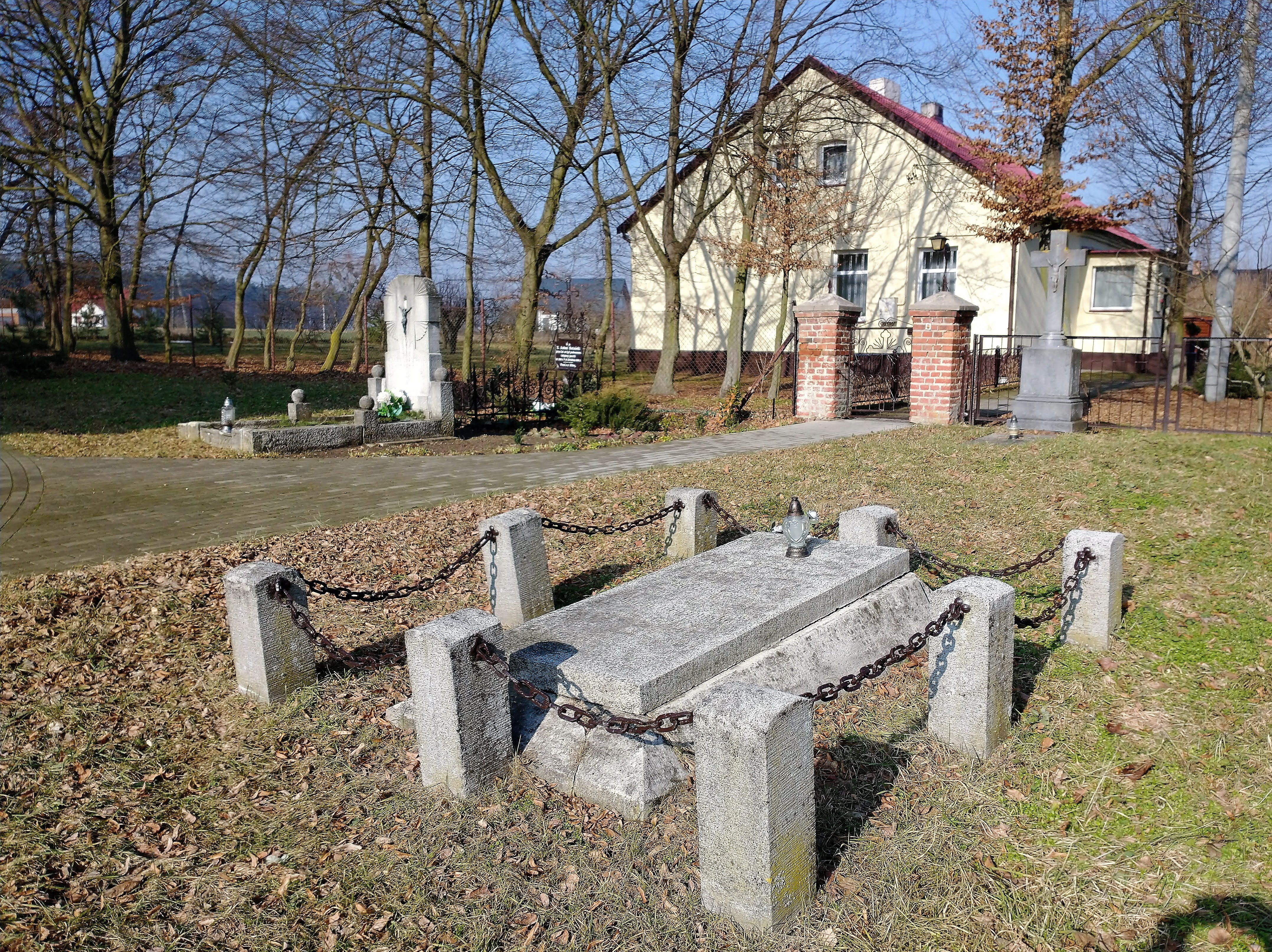
Nagrobki